# Sander van der Linden

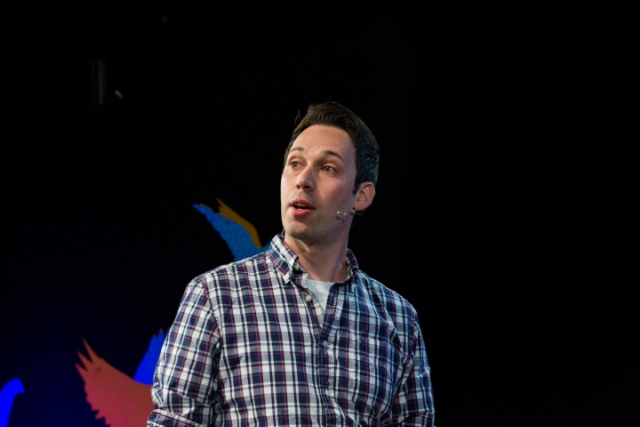
Van der Linden in 2019.

Sander L. van der Linden is een Nederlands sociaal psycholoog en auteur. Hij doceert sociale psychologie aan de Universiteit van Cambridge. Hij bestudeert de psychologie van sociale beïnvloeding, risico, menselijk oordeel en besluitvorming. Hij is vooral bekend om zijn onderzoek naar de psychologie van sociale kwesties, zoals nepnieuws, COVID-19, en klimaatverandering.
Van der Linden werd betrokken bij een reeks overheidsinitiatieven, onder meer door de NAVO, inzake bestrijding van nepnieuws en regulering van online inhoud. Hij ontwikkelde mee de inentingstheorie, die stelt dat een overtuiging kan weerbaar gemaakt tegen overreding of beïnvloeding, naar analogie van hoe een lichaam weerstand krijgt tegen ziekte.